# Kim So-yeon (Schauspielerin, 1980)
Kim So-yeon (* 2. November 1980 in Seoul) ist eine südkoreanische Schauspielerin.

## Leben
Kim studierte Theater- und Filmwissenschaften an der Dongguk University. Sie ist vor allem durch ihre Rollen in den Fernsehdramen All About Eve und Iris bekannt. 2005 spielte sie in Tsui Harks Die sieben Schwerter mit.

## Filmografie

### Filme
- 1996: Boss
- 1997: Change
- 2005: Die sieben Schwerter (Qī Jiàn)
- 2010: Mission IRIS
- 2011: Gabi (가비)
- 2015: Love Forecast (오늘의 연애)

### Fernsehserien
- 1994: Dinosaur Teacher
- 1996: City Men and Women
- 1997: Yes Sir
- 1997: Yesterday
- 1998: Soonpoong Clinic
- 1998: I love you, I love you
- 1999: We saw a small bird that got lost
- 2000: Mom and Sister
- 2000: All About Eve
- 2001: Soonpoong obstetrics and gynecology
- 2002: The Shining Sunlight
- 2002: Trio
- 2004: Just Like a Beautiful Flying Butterfly
- 2004: Shining Days
- 2004: New Human Market
- 2005: Autumn Shower
- 2007: Da Qing Hui Shang
- 2008: Gourmet
- 2009: Iris
- 2010: Prosecutor Princess
- 2010: Dr. Champ
- 2010: Athena: Goddess of War
- 2012: The Great Seer
- 2013: Two Weeks
- 2015: Beating Again
- 2016: Happy Home
- 2017: 20th Century Boy and Girl
- 2018: Secret Mother
- 2019: Mother of Mine
- 2020: The Penthouse: War in Life

## Auszeichnungen
- 2008 SBS Drama Awards: Beste weibliche Nebenrolle
- 2009 KBS Drama Awards: Popularity Award (IRIS)
- 2010 SBS Drama Awards: Top Ten Stars Award
- 2011 Asia Model Awards: Asia Special Award